# The Pockets
The Pockets var et dansk rockband.
The Pockets udgav deres debutalbum Pockets i 1997, hvilket blev en kæmpe succes med 60.000 solgte eksemplarer i Danmark og dels i Asien. Albummet indeholder hits som I Won't Be There Anymore, How Can I, Lips Are Cold, samt Beatles-coveret Here Comes the Sun. Bandet bestod af Jens-Peter Brodersen på trommer, Stephan Agger på bas, Henning Nielsen på guitar samt Tom Moriis vokal og guitar. I dag er Tom Moriis forsanger i bandet Kandy Kolored Tangerine